# Gasflaske

En gasflaske er en beholder, der er beregnet til at rumme stoffer, der er gasser ved normal temperatur og tryk ("Standard temperature and pressure" (STP)), og som er komprimeret og bliver opbevaret på flasker af stål, rustfrit stål, aluminium eller kompositmaterialer.

## Gastilstanden på flasken
Der er fire situationer: enten bliver stoffet ved med at være en gas under normal temperatur og forøget tryk, eller stoffet bliver til en væske under normal temperatur og forøget tryk, eller stoffet er opløst i et opløsningsmiddel, eller stoffet bliver til en væske under nedsat temperatur og forøget tryk. I sidste tilfælde er gasflasken fremstillet med en indre og yde skal, der holdes adkilt af et vakuum (en dewar flaske), sådan at den lave temperatur kan fastholdes ved fordampningsafkøling.

### Situation I
Stoffet forbliver en gas under normal temperatur og forøget tryk, fordi dets kritiske temperatur er under normal temperatur. Eksemplerne omfatter:
- atmosfærisk luft
- argon
- fluor
- helium
- brint (hydrogen)
- krypton
- kvælstof (nitrogen)
- ilt (oxygen)

### Situation II
Stoffet bliver til en væske under normal temperatur og forøget tryk. Eksemplerne omfatter:
- ammoniak
- butan
- CFC og HCFC-gasser (populært betegnet "Freon")
- klor
- kultveilte (carbon dioxid, som også findes på flaske med fordampningsafkøling, se situation IV)
- kvælstofilte (nitrogendioxid)
- propan

### Situation III
Stoffet er opløst ved normal temperatur i et opløsningsmiddel. Et eksempel er acetylen. Acetylen-flasker indeholder et inaktivt pakningsmateriale og er fyldt med et opløsningsmiddel som f.eks. acetone eller dimethylformamid. Acetylenet bliver pumpet ind i flasken, hvori den opløses. Når man åbner flasken træder acetylenet igen ud af opløsningen, på samme måde som når en kulsyreholdig drik afgiver bobler. Dette er en måde at omgå acetylenets tilbøjelighed til at eksplodere, når det bliver komprimeret under mere end 200 kPa, eller når det omdannes til væske.

### Situation IV
Stoffet bliver til væske under nedsat temperatur og forøget tryk. Disse stoffer kaldes også for ”kryogene gasser”. Eksemplerne omfatter:
- flydende kvælstof (nitrogen) (N2(l))
- flydende brint (hydrogen) (H2(l))
- flydende ilt (oxygen) (O2(l))
- kultveilte (carbon dioxide, der også forsendes som flydende gas, se situation II)

Kryogene gasser forsendes på flasker, der typisk er forsynet med en form for ’udslip’-mekanisme, som skal forhindre overtryk, der kan opstå ved brud på flasken, men som også skal holde gang i fordampningsafkølingen.

## Ekspansion og rumfang
Generelt vil én rumfangsenhed væske udvide sig til ca. 800 rumfangsenheder gas under normale temperatur- og trykforhold. Der er dog en vis variation, som skyldes afvigelser fra molekylær kraft og størrelse hos en normalgas. De gængse højtryksflasker kan rumme mellem 200 og 400 atmosfæriske enheder. Flaskens kapacitet, målt i atmosfæriske enheder, svarer til det antal enheder, flasken kan rumme af den pågældende gas under normale temperatur- og trykforhold, omregnet til normalgas.

## Særlige håndteringsregler
Da indholdet er under højt tryk og ofte farligt i sig selv, er der opstillet nogle særlige sikkerhedsregler for håndtering af gasser på flaske. De omfatter,
- at flaskerne skal fæstnes med kæder for at forhindre fald og brud,
- at der skal være ordentlig ventilation for at undgå skader eller dødsfald, hvis der skulle opstå udslip,
- og at flaskerne skal mærkes, sådan at man kan være klar over mulige risici,
- ventiler til iltflasker må ikke smøres, da det kan medføre gennembrændning af ventilen.

## Farvekodning
Landene har forskellige farvekoder for indholdet af trykflasker, men man forsøger at standardisere farverne på flaskernes skuldre.
- Farverne på flasker med medicinske gasser er reguleret af en International Organization for Standardization (ISO)- standard, ISO 32. Det er dog ikke alle lande, der følger den standard.

- I Europa har man standardiseret flaskernes farver ifølge EN 1089-3, der dog kun foreskriver farvekodningen på flaskernes skuldre, dvs. den øverste del af flasken lige under ventilen.

### Europæiske flaskefarver
De her nævnte farver er fastlagte farvetoner, der er defineret i Europæisk Standard.

#### Særligt fremhævede gasser
- Acetylenflasker er rødbrune.
- Argonflasker har en mørkegrøn skulder.
- Brintflasker har en rød skulder.
- Heliumflasker har en brun skulder.
- Iltflasker har en hvid skulder.
- Klorflasker har en gul skulder.
- Kultveilteflasker har en grå skulder.
- Kvælstofflasker har en sort skulder.
- Kvælstofilteflasker har en blå skulder.

#### Mærkning efter egenskaber
- Giftige eller ætsende gasflasker har gule skuldre (f.eks.. ammoniak, klor, fluor, arsen, kulilte, svovldioxid)
- Gasflasker med brændbare gasser har røde skuldre (f.eks. brint, metan, etylen)
- Gasflasker med iltende gasser har lyseblå skuldre (f.eks. kvælstofilte og ilt)
- Inaktive gasser, som er ugiftige, ikke-brændbare og ikke-iltende, har grønne skuldre (f.eks. neon, krypton, xenon)
- Flasker med giftige og brændbare gasser har gule og røde skuldre (enten i to bånd eller inddelt i kvarter).
- Flasker med giftige og iltende eller ætsende og iltende gasser har gule og lyseblå skuldre (enten i to bånd eller inddelt i kvarter).

#### Gasblandinger, mest beregnet til dykning
Gasflasker til dykning er ubemalede (aluminium), eller malede for at undgå rust (stål), ofte i klare farver, gerne gult for at øge synligheden. Det bør ikke forveksles med industrigaskodningerne, hvor gul farve på skulderen angiver, at flasken indeholder klor.
- Dykkerflasker med atmosfærisk luft har skuldre, som enten er mærket med hvide og sorte bånd, eller som har skuldrene inddelt i hvide og sorte kvarter.
- Flasker med "nitrox", som er en blanding af ilt og kvælstof til dykkerbrug kan være mærket som flasker med atmosfærisk luft, eller de kan have en grøn stribe på gul bund.
- Flasker med "heliox", der er en blanding af helium og ilt til dykkerbrug, har skuldre med inddeling i hvide og brune kvarter.
- Flasker med "trimix", der er en blanding af helium, kvælstof og ilt til dykkerbrug, har skuldre, der er inddelt i hvide, sorte og brune afsnit.